# ورزشگاه گودیسون پارک
ورزشگاه گودیسون پارک (به انگلیسی: Goodison Park) ورزشگاه خانگی باشگاه اورتون است که در شهر لیورپول، انگلستان قرار دارد.

## نگارخانه

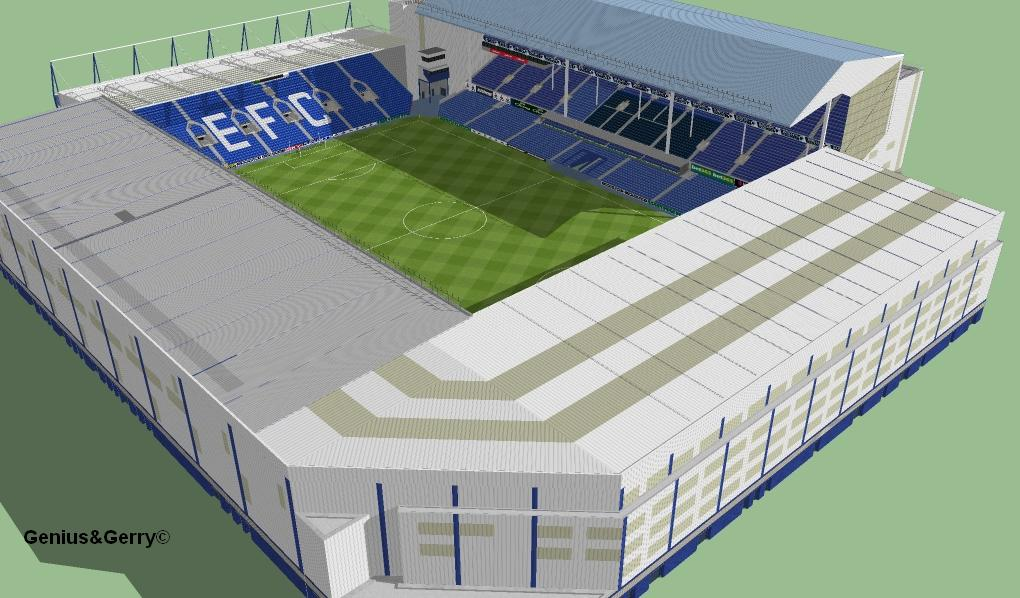

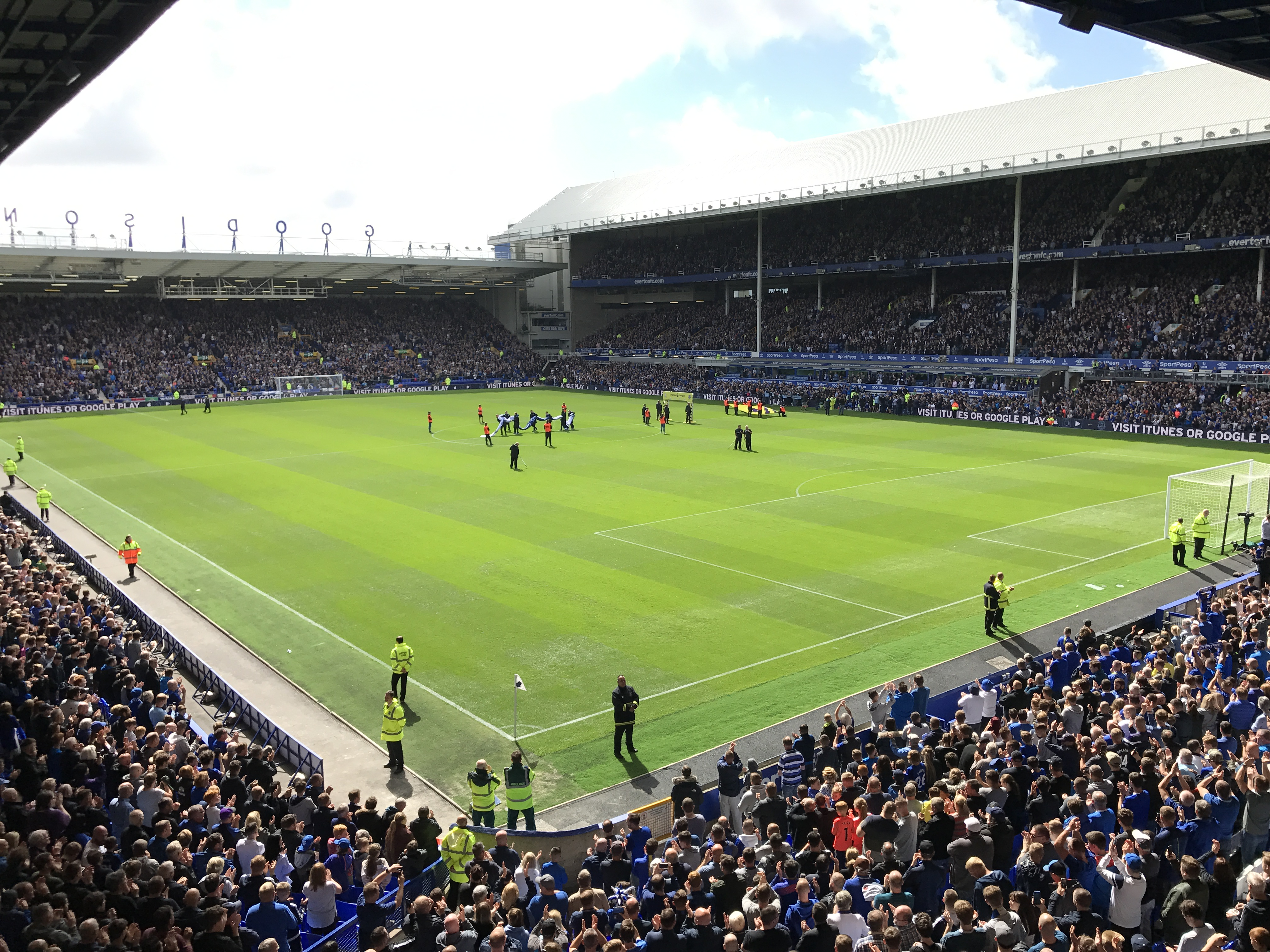

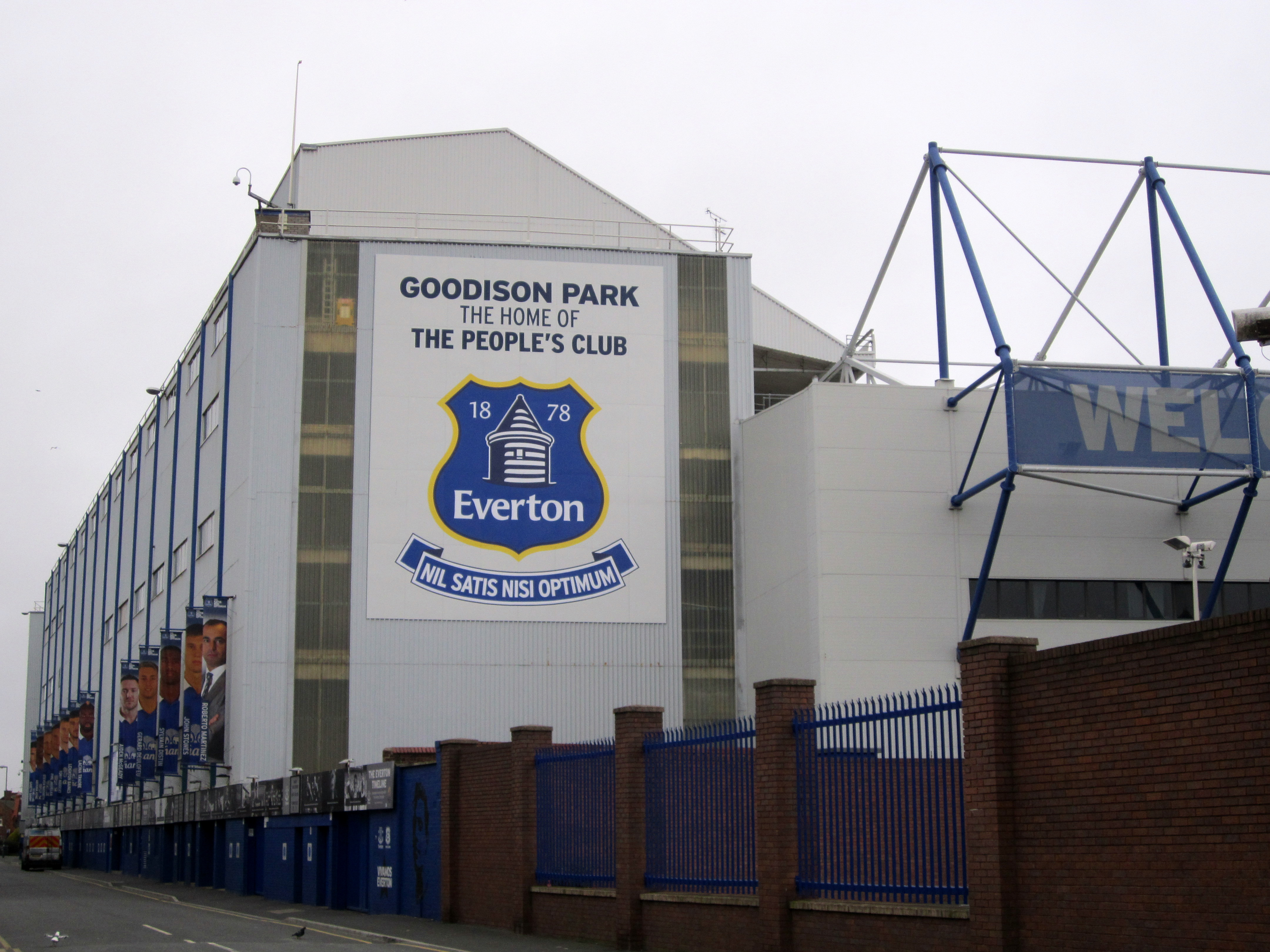